# Георги Кедрин
Георги Кедрин (на гръцки: Γεώργιος Κεδρηνός, на латински: Georgius Cedrenus) е византийски исторически писател от края на 11 и началото на 12 век.
Той е вероятно монах. Пише „Световна хроника“, от библейското създаване на света до 1057 година, когато започва управлението на император Исак I Комнин. Той ползва източници на предишни историци. За събитията до 811 г. той ползва главно т.нар. Псевдо-Симеон, запазен чрез Codex Parisinus graecus 1712. Другите източници са Пасхална хроника, Теофан, Симеон Метафраст, Созомен, Прокопий Кесарийски, Йоан Антиохийски и Теофилакт Симоката. За времето след 811 г. той ползва почти дословно историка Йоан Скилица. Неговото произведение служи на по-късните историци преди всичко на Михаил Глика, Йоан Зонара и Теодор Скутариот.

## Издания
- Immanuel Bekker, Georgius Cedrenus. 2 тома, Bonn 1838–1839